# Bruno Brizzi
Bruno Brizzi (2 novembre 1933) è un ex calciatore svizzero, di ruolo centrocampista.

## Carriera

### Club
Ha sempre giocato nel campionato svizzero.

### Nazionale
Ha collezionato 5 presenze con la propria Nazionale.